# Петропавловская церковь (Лужки)
Храм Святых Апостолов Петра и Павла (Петропавловская церковь) — приходской православный храм в деревне Лужки городского округа Истра Московской области. Входит в состав Истринского благочиния Одинцовской епархии Русской православной церкви.

## История
В первых документальных данных о селе Лужки первой половины XV века присутствуют упоминания о уже построенном храме Святителя и Чудотворца Николая Мирликийского. Во время нашествия Давлет Гирея в 1571 году церковь была сожжена. К 1655 году её восстановили. В 1730 году Аграфена Ладыгина, вдова стольника, подала прошение о строительстве нового храма в Лужках во имя Святых Верховных Апостолов Петра и Павла. Строительство было завершено душеприказчиком Ладыгиной, статским советником Кропотовым. 6 сентября 1734 года церковь типа «восьмерик на четверике» была освящена. В 1842 году к храму была пристроена трапезная часть с целью устроить два придела: Николая Мирликийского и Александра Свирского. После революций, в 1917 году храм был закрыт, подвергся частичному разграблению и разрушению. В 1996 году богослужения возобновились, параллельно на рубеже веков велась реконструкция. В 1999 году в храм была возвращена икона-образ архиепископа Черниговского Феодосия Углицкого.